# Ambrosius Leidinger

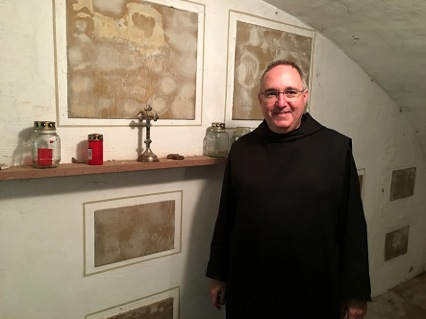
Prior Ambrosius Leidinger in der Gruft der Abtei Neuburg bei Heidelberg

Ambrosius Leidinger OSB (* 15. Februar 1958 in Schmelz als Wolfgang Leidinger) ist ein deutscher Benediktiner und war von 2018 bis 2020 Administrator der Abtei Neuburg bei Heidelberg.

## Leben
Der in Schmelz im Bistum Trier aufgewachsene Wolfgang Leidinger trat nach dem Abitur 1977 in das Priesterseminar in Trier ein, wo er Philosophie und Theologie studierte. Nach bestandenem Vordiplom wurde er  in der Abtei Maria Laach als Postulant mit dem Ordensnamen Ambrosius aufgenommen, wo er bis nach Beendigung seines Noviziats blieb. Sein Studium führte er anschließend an den Universitäten München, Trier und Paris fort. Seine Weihe zum Priester erfolgte 1985.
Nach seiner Rückkehr war er in verschiedenen Bereichen eingesetzt. Dazu gehörten die Arbeit als Zeremoniar und Sakristan sowie in der Jugendpastoral und Kursarbeit. In Maria Laach leitete er auch für viele Jahre den Klosterverlag der Abtei. Dort zeichnete er als Herausgeber und Chefredakteur für das Laacher Messbuch verantwortlich. Zudem entwickelte er die Periodika Magnificat, das er als Chefredakteur auch leitete, und – nach einem Zerwürfnis mit dem Mitherausgeber – das ebenfalls monatlich erscheinende Te Deum.
2009 übersiedelte er in die Abtei Neuburg. Dort schloss er eine zweijährige Ausbildung als Enneagrammlehrer ab und übertrug 2018 seine Stabilitas loci auf die Abtei Neuburg. Im Zuge des Amtsenthebungsverfahrens von Abt Winfried Schwab wurde Leidinger von 2018 bis 2020 die Leitung der Abtei Neuburg übertragen. Seit 2020 leitet P. Benedikt Pahl die Abtei als Konventualprior.

## Werke (Auswahl)
- Der heilige Benedikt von Nursia. Eine Lebensweisheit für Heute., Editions du Signe, Strasbourg 1996
- Der verlorene Sohn – ein Gleichnis von Jesus, Altius, Erkelenz 2005, ISBN 978-3-932-48314-1
- Magnificat, Katholisches Bibelwerk, Stuttgart über viele Jahre, ISBN 978-3-766-63130-5
- Bevor des Tages Licht vergeht: Abend- und Nachtgebete für Gruppen TE DEUM.EXTRA, Katholisches Bibelwerk, Stuttgart 2006, ISBN 978-3-460-23130-6
- Laacher Messbuch, Katholisches Bibelwerk, Stuttgart über viele Jahre, ISBN 978-3-460-32283-7
- Te Deum, Katholisches Bibelwerk, Stuttgart über viele Jahre, ISBN 978-3-460-23101-6
- Die nach Gott Ausschau halten. Benediktinerabtei Stift Neuburg., City Druck Heidelberg, Heidelberg 2013